# Susan B. Anthony

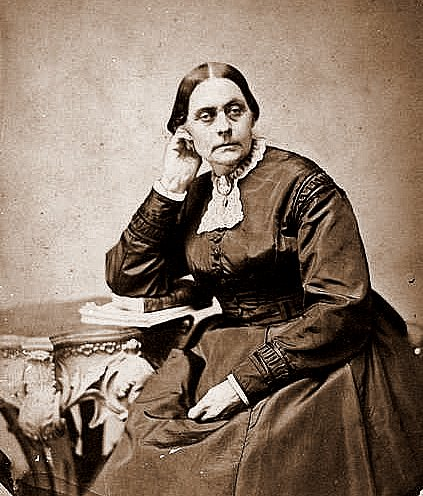
Susan B. Anthony (1870)

Susan Brownell Anthony (Adams, Massachusetts, 1820. február 15. – Rochester, New York, 1906. március 13.) amerikai feminista, polgárjogi aktivista. Fontos szerepet töltött be a 19. századi női egyenjogúsági mozgalomban. Életének egyik legfőbb célkitűzése volt, hogy az alkotmányban biztosítsák a választójogot a nők számára az Amerikai Egyesült Államokban. 1869-ben Elizabeth Cady Stantonnal közösen megalapította a Nemzeti Társaság a Női Választójogért nevű szervezetet (National Woman's Suffrage Association (NWSA)), melynek ő lett az alelnöke. Az alkotmány tizenkilencedik módosítását – amely garantálja a választójogot a nők számára – végül halála után 14 évvel, 1920-ban fogadták el.

## Fordítás
- Ez a szócikk részben vagy egészben  a   Susan B. Anthony című angol Wikipédia-szócikk ezen változatának fordításán alapul.  Az eredeti cikk szerkesztőit annak laptörténete sorolja fel. Ez a jelzés csupán a megfogalmazás eredetét és a szerzői jogokat jelzi, nem szolgál a cikkben szereplő információk forrásmegjelöléseként.